# 中山路 (无锡)
31°34′32″N 120°17′43″E / 31.57561°N 120.29538°E
中山路是位於中华人民共和国江苏省无锡市的一条道路，爲溝通無錫老城中心南北的主幹道，也是商業核心區域。道路兩旁，大型百貨公司、商業綜合體林立，其销售总量居全国商业街排行第七位。

## 简介
位於无锡城市中心的中山路，据有关史书和无锡地方志记载，原是一条直河，此直河即原京杭大運河無錫城中段，故此地向來繁華，但彼時這一帶尚無統一路名，各片段分散有打铁桥街、书院弄口、监弄口、仓桥下、盛巷桥街、推官牌楼、寺后门，施弄口、寺巷口、大市桥街等傳統地名，而從北門（即勝利門）至凤光桥秦氏牌坊（即今锦江大酒店）處，則是商賈往來最爲頻繁的地方，這也是中山路的最初雛形。
抗戰爆發後，1938年1月，僞无锡维持会的杨翰西主持清理城中废墟，并在路两边重建房屋，将原狭窄的街道拓宽成十多米的弹石路。这次拓路原本计划以三阳爲起點，南至南门，但是年7月，杨翰西辞去维持会职务，修路工程半途而止。接任的伪无锡县主事秦亮工則以保護文物計，未將阻路的凤光桥秦氏牌坊拆去。而這次拓寬後的北段新式街道便被命名为中山路，又稱國父路，路長仅1.2公里。
1949年後，無錫市政府继续拓寬了从三凤桥（凤光桥）至南门吊桥的街道，形成了中山路南段。拓路工程约到1955年竣工，达到路宽16米，这比中山路北段道路宽了8米，但这段拓宽的南段中山路商铺、店家寥寥，比较冷落。为了使南北中山路宽狭对称，1958年大跃进时，无锡市政府动员市政机关干部和全市共青团员义务劳动，用挖掘惠山映山湖的泥土堵塞了北段路畔的直河，使得中山路从北到南路宽基本一致，但中山路也形成了中山路、中山二路。直至改革开放后，无锡市政府又对夹在中山路、中山二路间的房屋和三凤桥以南原直河两边的老房子都拆除建路，至此，从胜利门到南门、路宽40米的新中山路才告全线贯通。
长期以来，无锡市社会商品零售总额一直保持江苏省第一，而这条沟通无锡城市中心南北的主干道中山路，即是无锡商业繁荣的象征。早在1953年，当时苏南最大的百货公司中百一店即位于中山路北端的胜利门。1988年，无锡商业大厦在三阳广场附近开张，开业次年营业额达2.2亿，雄居全省第三，到目前单店销售列全省第二。此后全省第一家外资商场八佰伴又进驻中山路南段。2010年3月，因无锡地铁建设施工，中山路周围遭到围挡，时称“十月围城”，周边商场人流量骤减，新世界百货、大洋百货因此而闭店。
2013年，与中山路北端交汇、属于无锡北塘区的北大街、青石路两条南北向的历史道路，与中山路合并，这使得中山路全长增加至4.3公里。由于北大街是无锡传统地名，更名事件一度引发市民热议。2014年底，随着无锡地铁1、2号线的相继通车，中山路又恢复了生机，而此时，中山路上除了大东方百货（原商业大厦）、八佰伴两大标志性商场外，又已新开了T12、云蝠等多家商业综合体，加之与人民路交汇处的苏宁广场、恒隆广场等商场，可说中山路的商业中心地位在无锡实属无法取代。
除了现代化的都市商业，中山路也承载了不少无锡历史建筑或场所，如有华夏第一公园之称的公花园（城中公园）、中国著名商业街崇安寺步行街、美籍医师李克乐建于1908年的圣十字堂及普仁医院、由王禹卿别墅改建的梁溪饭店、谬斌旧宅缪公馆等。

### 轶事
- 無錫中山路的前身是直河，而直河正是京杭大运河的主道，河道穿城而过，將无锡城区一分为二，与所分的支流，形成“一弓九箭”的形状。故無錫城内外的大街小巷，几乎都是沿着河岸延伸发展的，河道怎样弯曲，街巷也跟着怎样弯曲，正所谓“先有古运河，后有无锡城”。[10]

- 過去，中山路上店铺竞激烈，譬如李同丰藥店的丸散做不过大吉春，就养只梅花鹿，成为药房的活招牌。入冬时要宰鹿做全鹿丸，请来乐队在店门口吹奏，全城人都知道李同丰全鹿丸是货真价实的，宰了的鹿肉还请老客户吃上一顿。[3]

## 交汇道路
中山路自南向北主要交汇道路如次：
| 路名                     | 可到达 |
| ------------------------ | --- |
| 解放南路 南長街          | 望湖门（南门）、南禅寺景区 |
| 學前街 學前东路          | 無錫八佰伴、匯金廣場、北禪寺巷、無錫市基督教堂、二院（普仁醫院）、君來梁溪飯店                                                         |
| 後西溪 崇寧路            | 鴻運飯店、恆隆廣場（南門）、城隍廟舊址、三鳳橋肉莊、秦邦憲故居、秦古柳故居、鎮巷                                                       |
| 人民路                   | 地鐵三陽廣場站、三陽百盛、蘇寧廣場、銀輝廣場、阿炳故居、崇安寺街區、公花園（城中公園）、天安大廈、大東方百貨、雲蝠大廈、復興路、連元街 |
| 縣前東街 縣前西街        | T12購物中心、大成巷、君樂酒店 |
| 解放北路 解放西路        | 地鐵勝利門站、茂業第一百貨、寧波銀行大廈、遠東百貨                                                                                     |
| 春申路                   | 沃爾瑪（春申路店）、春申苑、民生銀行無錫分行、江尖大橋                                                                                 |
| 通惠路                   | 金太湖國際廣場、蘇寧環球、吳橋小學、吳橋                                                                                               |
| 鳳翔路 快速內環 青石西路 | 黃巷新村、三棉新村、鳳翔苑 |